# Río Cañamares (vattendrag i Spanien, Provincia de Guadalajara)
Río Cañamares är ett vattendrag i Spanien.   Det ligger i provinsen Provincia de Guadalajara och regionen Kastilien-La Mancha, i den centrala delen av landet, 90 km nordost om huvudstaden Madrid.